# Жиль Бретонский
Жиль Бретонский (фр. Gilles de Bretagne) (ок. 1420 — 25 апреля 1450) — бретонский принц, сеньор Шантосе. Третий и младший сын герцога Жана VI Бретонского и Жанны Французской, соответственно внук по матери французского короля Карла VI. Брат герцогов Франциска I и Пьера II.

## Биография

### Брак
При рождении получил от отца лишь небольшой апанаж.  Его брат Франциск I, вступив в 1442 г. на престол, послал Жиля с посольством в Англию к королю Генриху VI, который назначил ему пенсию. В Бретань Жиль вернулся в 1444 г. и в том же году похитил маленькую Франсуазу де Динан, богатую наследницу (дочь камергера Бретани и племянницу маршала Бретани) восьми лет, чтобы жениться на ней. Соучастниками похищения были и его брат-герцог, и мать невесты Екатерина де Роган (отец к тому времени умер), и даже отец ее тогдашнего жениха Ги де Лаваль, которому пообещали двадцать тысяч экю. Зато его врагом стал Артюр де Монтобан, тоже претендовавший на ее руку. В результате этого брака Жиль приобрел баронство Шатобриан и ряд бретонских крепостей, в том числе замок Гильдо (на территории позднейшей коммуны Креэн).

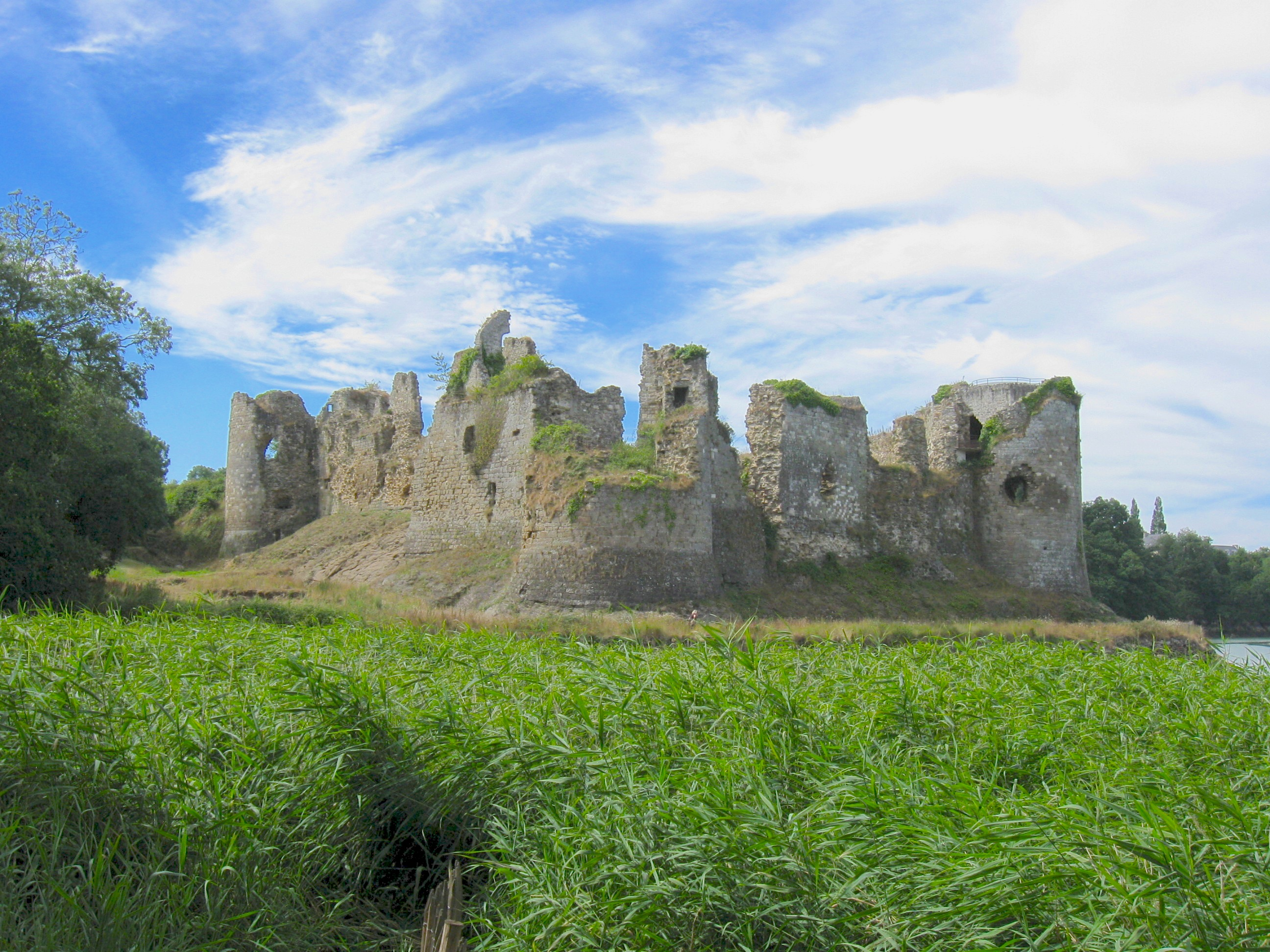
Развалины замка Гильдо в XXI в.

### Арест и заключение
Усилившись, он потребовал у брата большей доли наследства. Тот отказал, и тогда Жиль предложил свою службу королю Англии вместе со всеми крепостями, какие он держал в Бретани. 5 июля 1445 г. агенты герцога перехватили его письмо к английскому королю, но по настоянию коннетабля де Ришмона, дяди Жиля и герцога, Франциск I его простил. Однако когда в замок Гильдо прибыл отряд английских лучников, «французская партия» при дворе герцога во главе с тем же Артюром де Монтобаном выразила возмущение. 26 июня 1446 г. адмирал Франции Прежан де Коэтиви, явившись в Гильдо с четырьмястами копьями, именем короля арестовал Жиля. Его держали в заключении в Динане, в Ренне (где герцог не пожелал с ним видеться), потом в Шатобриане. Его жена была отдана под опеку герцогини Бретонской, а их владения конфискованы.
В дело вновь вмешался Ришмон, сочувствовавший Жилю, и при бретонском дворе началась борьба между его сторонниками и сторонниками Монтобана, находившегося тогда у герцога в фаворе. Генеральный прокурор Бретани Оливье дю Брей вопреки своему желанию возбудил против Жиля дело о государственной измене и оскорблении величества, которое вынес на рассмотрение Штатов Бретани, собравшихся 31 июля 1446 г. в Редоне. Но Штаты не пожелали выносить приговор. В 1447 г. по приказу герцога снова провели расследование, но прокурор возбуждать еще один процесс отказался. Между тем недовольство арестом принца как нарушением перемирия выразила Англия, пригрозив вооруженной интервенцией, что лишь ухудшило его положение.
Из замка Монконтур, куда его перевели в 1448 г. под охрану Оливье де Меля, Жиль написал жалобу на дурное обращение королю Франции Карлу VII, своему дяде. Тот послал адмирала Коэтиви к Франциску I в Ванн с просьбой освободить узника; но едва адмирал добился от герцога соответствующего приказа и покинул Ванн, отправившись за Жилем, как враги последнего подбросили Франциску фальшивое письмо, якобы написанное английским королем и в оскорбительной форме требовавшее выдачи принца Англии. Придя в ярость, герцог Бретонский отменил свой приказ.

### Убийство
Жиля перевели в замок Туффу, потом в Ла-Ардуине. Канцлер Бретани Луи де Роган-Гемене, женатый на племяннице Монтобана, от имени герцога составил приказ, что Жиля следует убить в заключении, и скрепил его своей печатью (хранитель герцогской печати отказался это делать). Принца попытались отравить, потом уморить голодом, и в конечном счете его тюремщики во главе с Оливье де Мелем 25 апреля 1450 г. просто задушили его в камере.
Через несколько месяцев, 19 июля, умер герцог Франциск I. Его преемник Пьер II, тоже брат Жиля, по настоянию Ришмона приказал расследовать убийство. Заказчик последнего Артюр де Монтобан укрылся во Франции, но исполнителей подвергли суду Штатов Бретани и казнили в 1451 г. Жиля Бретонского похоронили на хорах аббатства Богоматери в Бокане. Лежачая статуя с его гробницы хранится в музее искусства и истории в Сен-Бриё.

## Образ в искусстве
- Анри Ковальски. Опера «Жиль Бретонский» (1877)